# Miró der Jüngere

Die katalanischen Grafschaften vom 8.–12. Jahrhundert.

Miró der Jüngere, in dynastischer Kontinuität auch Miró II. (katalanisch Miró el Jove; † 927), war ein Graf von Cerdanya, Conflent und Besalú aus dem Haus Barcelona. Er war einer der vier Söhne von Wilfried dem Haarigen († 898), dem Begründer der katalanischen Herrscherdynastie.
Aus dem Gebietskonglomerat seines Vaters hatte Miró die Grafschaften Cerdanya und Conflent erhalten und um 920 seinen Onkel Radulf in der Grafschaft Besalú beerbt. Verheiratet war er mit einer Frau namens Ava, mit der er vier Söhne hatte:
- Sunifred II. († 966), Graf von Cerdanya, Conflent und Besalú.
- Wilfried II. († 957), Graf von Besalú.
- Oliba Cabreta († 990), Graf von Cerdanya, Conflent und Besalú.
- Miró Bonfill († 984), Graf von Besalú, Bischof von Girona.

Daneben hatte Miró noch fünf uneheliche Kinder.
Am 13. Juni verfasste Miró sein Testament. Es ist das älteste bekannte Testament in Katalonien, das nicht von einem Kleriker aufgesetzt wurde, und steht damit am Anfang der im hohen Umfang betriebenen schriftlichen Fixierung der Willensbekundungen der katalanischen Herrscherdynastie. Es datiert nach der Herrscherzeit König Karls III. des Einfältigen, der zu diesem Zeitpunkt bereits durch die Robertiner entmachtet war. Die katalanischen Grafen hatten die Usurpation des Throns durch die neue Dynastie also nicht mitgetragen. Miró starb 927, da sein Testament in diesem Jahr eröffnet wurde.

## Weblink
- COMTES de CERDANYA 897-1118 bei der Foundation for Medieval Genealogy

| Vorgänger               | Amt                                         | Nachfolger   |
| ----------------------- | ------------------------------------------- | ------------ |
| Wilfried I. der Haarige | Graf von Cerdanya Graf von Conflent 898–927 | Sunifred II. |
| Radulf                  | Graf von Besalú um 920–927                  | Wilfried II. |

| Personendaten    | Personendaten                          |
| ---------------- | -------------------------------------- |
| NAME             | Miró der Jüngere                       |
| ALTERNATIVNAMEN  | Miró el Jove; Miró II.                 |
| KURZBESCHREIBUNG | Graf von Cerdanya, Conflent und Besalú |
| GEBURTSDATUM     | 9. Jahrhundert                         |
| STERBEDATUM      | 927                                    |